# Mustela erminea anguinae
Mustela erminea anguinae es una subespecie de  mamíferos carnívoros  de la familia Mustelidae subfamilia Mustelinae.

## Distribución geográfica
Se encuentra en la isla de Vancouver (Norteamérica).